# NetBarrier
NetBarrier est un pare-feu personnel édité par Intego, pour le système d'exploitation Mac OS X.